# Halowe Mistrzostwa Europy w Lekkoatletyce 2019 – sztafeta 4 × 400 m mężczyzn
Sztafeta 4 × 400 metrów mężczyzn – jedna z konkurencji biegowych rozgrywanych podczas halowych lekkoatletycznych mistrzostw Europy w hali Emirates Arena w Glasgow. Tytułu mistrzowskie sprzed dwóch lat nie obronili obronili reprezentanci Polski.

## Terminarz
| Data    | Godzina |       |
| ------- | ------- | ----- |
| 3 marca | 21:40   | Finał |

## Rekordy
Tabela prezentuje halowy rekord świata, rekord Europy w hali, rekord halowych mistrzostw Europy, a także najlepsze osiągnięcia w hali na świecie w sezonie 2019 przed rozpoczęciem mistrzostw.
|                                               | Reprezentacja                                                           | Wynik   | Miejsce         | Data               |
| --------------------------------------------- | ----------------------------------------------------------------------- | ------- | --------------- | ------------------ |
| Rekord świata                                 | Texas A&M Ilolo Izu, Robert Grant Devin Dixon, Mylik Kerley             | 3:01,39 | College Station | 10 marca 2018(dts) |
| Rekord świata                                 | Polska · Karol Zalewski, Rafał Omelko · Łukasz Krawczuk, Jakub Krzewina | 3:01,77 | Birmingham      | 4 marca 2018(dts)  |
| Rekord Europy                                 | Polska · Karol Zalewski, Rafał Omelko · Łukasz Krawczuk, Jakub Krzewina | 3:01,77 | Birmingham      | 4 marca 2018(dts)  |
| Rekord mistrzostw Europy                      | Belgia · Julien Watrin, Dylan Borlée · Jonathan Borlée, Kévin Borlée    | 3:02,87 | Praga           | 8 marca 2015(dts)  |
| Najlepszy wynik na świecie w 2019 roku (hala) | Houston Amere Lattin, Obi Igbokwe Jermaine Holt, Kahman Montgomery      | 3:01,51 | Clemson         | 9 lutego 2019(dts) |

## Rezultaty

### Finał
Opracowano na podstawie materiału źródłowego.
| Poz. | Tor | Reprezentacja   | Zawodnicy                                                      | Wynik   | Uwagi |
| ---- | --- | --------------- | -------------------------------------------------------------- | ------- | ----- |
| 01 ! | 6   | Belgia          | Julien Watrin Dylan Borlée Jonathan Borlée Kévin Borlée        | 3:06,27 |       |
| 02 ! | 4   | Hiszpania       | Óscar Husillos Manuel Guijarro Lucas Búa Bernat Erta           | 3:06,32 | NR    |
| 03 ! | 3   | Francja         | Mame-Ibra Anne Thomas Jordier Nicolas Courbière Fabrisio Saïdy | 3:07,71 |       |
| 4.   | 1   | Polska          | Dariusz Kowaluk Rafał Omelko Tymoteusz Zimny Damian Czykier    | 3:08,40 |       |
| 5.   | 5   | Wielka Brytania | Cameron Chalmers Joe Brier Thomas Somers Alex Haydock-Wilson   | 3:08,48 |       |
| 6.   | 2   | Włochy          | Giuseppe Leonardi Michele Tricca Brayan Lopez Vladimir Aceti   | 3:09,48 |       |